# Igreja de Santa Catarina (Salonica)
Santa Catarina (em grego: Αγία Αικατερίνη; romaniz.: Agía Aikateríne) é uma igreja bizantina tardia situada no canto noroeste da cidade velha de Salonica, na Grécia. Data do período Paleólogo, mas sua datação e dedicação original exatas são desconhecidas. De sua decoração interior, datada de ca. 1315 e sobrevivente em fragmentos, foi sugerido que foi católico (sede) do Mosteiro do Todo-Poderoso.
Foi convertida em mesquita por Iacupe Paxá no reinado do sultão otomano Bajazeto II (r. 1481–1512) e nomeada como Mesquita de Iacupe Paxá (em turco: Yakup Paşa Camii). Em 1988, foi incluída entre os Monumentos Paleocristãos e Bizantinos de Salonica na lista de Patrimônio Mundial da Unesco.